# Kongo (film 1932)
Kongo è un film del 1932 diretto da William J. Cowen. Prodotto dalla MGM, che lo distribuì in sala il primo ottobre 1932, è un remake di La serpe di Zanzibar (West of Zanzibar), diretto da Tod Browning nel 1928 con Lon Chaney nei panni del protagonista, un successo al botteghino che questo film di Cowen cercò di replicare.
Il ruolo di Flint era stato sostenuto in teatro da Walter Huston: il dramma aveva debuttato con successo a New York per il Broadway theatre il 30 marzo 1926 arrivando a 135 recite.

## Trama
Flint, un uomo bianco seduto su una sedia a rotelle, viene venerato come un dio da una comunità africana. L'uomo governa la tribù attraverso la magia e la superstizione. I pochi bianchi che arrivano fino a lui, diventano suoi prigionieri. Usando il sadismo, Flint vive solo per vendicarsi orribilmente dell'uomo che gli ha rubato la moglie e gli ha causato la rottura della spina dorsale, riducendolo a un invalido.

## Produzione
Il film venne girato dal 4 agosto a settembre 1932, prodotto dalla MGM. Durante le riprese, l'attrice Virginia Bruce si sposò con John Barrymore.

## Distribuzione
Venne distribuito dalla MGM, uscendo nelle sale statunitensi il 1º ottobre 1932.